# 多脉南星
多脉南星（学名：Arisaema costatum）是天南星科天南星属的植物。分布于尼泊尔以及中国大陆的云南、西藏等地，生长于海拔2,300米至2,400米的地区，见于林间草地，目前尚未由人工引种栽培。